# Alfred F. Russell

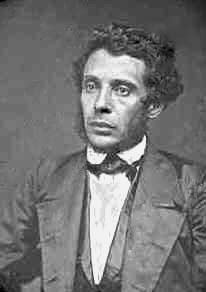
Alfred Francis Russell

Alfred Francis Russell (* 25. August 1817 in Kentucky; † 4. April 1884 in Liberia) war ein amerikanisch-liberianischer Politiker. Er war der zehnte Staatspräsident von Liberia.
Russell wanderte 1833 mit seiner Mutter und vier Geschwistern von den Vereinigten Staaten nach Liberia aus. Er betätigte sich zunächst als methodistischer Missionar, später besaß er eine große Kaffee- und Zuckerrohr-Plantage. Ab 1881 diente er als Vizepräsident unter Anthony William Gardiner. Nach dem Rücktritt des gesundheitlich angeschlagenen Präsidenten übernahm er am 20. Januar 1883 die Amtsgeschäfte und war Staatsoberhaupt bis zu den Neuwahlen 1884.
In seine Amtszeit fiel der Verlust des umstrittenen Gallinas-Territoriums an die Briten.
| Personendaten    | Personendaten                                |
| ---------------- | -------------------------------------------- |
| NAME             | Russell, Alfred F.                           |
| ALTERNATIVNAMEN  | Russell, Alfred Francis (vollständiger Name) |
| KURZBESCHREIBUNG | amerikanisch-liberianischer Politiker        |
| GEBURTSDATUM     | 25. August 1817                              |
| GEBURTSORT       | Kentucky                                     |
| STERBEDATUM      | 4. April 1884                                |
| STERBEORT        | Liberia                                      |